# خماسية الأسدية
خُماسيَّة الأسدية أو البنسطمون (الاسم العلمي: Penstemon) هو جنس من النباتات يتبع فصيلة الحملية من الرتبة الشفويات.